# Copa Verde de Futebol de 2014
A Copa Verde de 2014 foi a primeira edição da competição de futebol realizada no Norte e no Centro-Oeste (exceto Goiás) brasileiro, além do estado do Espírito Santo. Contou com 16 clubes, sendo que o estado do Pará teve três vagas; Amazonas, Distrito Federal e Mato Grosso tiveram duas vagas cada; e os demais estados participantes tiveram uma vaga. A quantidade de representantes foi definida pelo Ranking da CBF e os 16 participantes do torneio foram escolhidos a partir de seu desempenho nos campeonatos estaduais.
O torneio, disputado no sistema mata-mata, teve início no dia 11 de fevereiro e terminou no dia 21 de abril. O Brasília, que sagrou-se campeão ao derrotar o Paysandu na grande final, ganhou uma vaga para a Copa Sul-Americana de 2015, porém devido à irregularidades no BID (Boletim Informativo Diário) da CBF, o STJD julgou o recurso do time paraense, e em 28 de julho, por unanimidade (4 votos a 0), deu parecer favorável e o título da Copa ao Paysandu. No dia 4 de agosto, uma liminar de efeito suspensivo do STJD devolveu o título ao Brasília. No dia 27 de novembro, porém, o Tribunal Pleno do STJD revisou o caso e, em caráter definitivo, decidiu o caso a favor do Brasília, que permaneceu como campeão.

## Transmissão
A Copa Verde de 2014 foi transmitida pelo canal Esporte Interativo, que também é dono dos diretos comerciais do campeonato, ao lado da Klefer.
As partidas também foram transmitidas ao vivo pela internet através do site Esporte Interativo Plus
O canal EI também fechou parceria com o canal Space, presente nos mais renomados retransmissores de canais pagos, o canal transmitiu os jogos da Final do torneio.

## Participantes
| UF                 | Clube                  | Cidade            | Forma de Classificação             | Estádio (mando)    | Capacidade |
| ------------------ | ---------------------- | ----------------- | ---------------------------------- | ------------------ | ---------- |
| Acre               | Plácido de Castro      | Plácido de Castro | Campeão do Estadual 2013           | Arena da Floresta  | 19 000     |
| Amapá              | Santos-AP              | Macapá            | Campeão do Estadual 2013           | Zerão              | 10 000     |
| Amazonas           | Princesa do Solimões   | Manacapuru        | Campeão do Estadual 2013           | Gilbertão          | 5 000      |
| Amazonas           | Nacional-AM            | Manaus            | Vice-campeão do Estadual 2013      | Arena da Amazônia  | 42 374     |
| Distrito Federal   | Brasiliense            | Taguatinga        | Campeão do Metropolitano 2013      | Boca do Jacaré     | 27 000     |
| Distrito Federal   | Brasília               | Brasília          | Vice-campeão do Metropolitano 2013 | Mané Garrincha     | 72 788     |
| Espírito Santo     | Desportiva Ferroviária | Cariacica         | Campeão do Estadual 2013           | Engenheiro Araripe | 7 500      |
| Mato Grosso        | Cuiabá                 | Cuiabá            | Campeão do Estadual 2013           | Dutrinha           | 3 500      |
| Mato Grosso        | Mixto                  | Cuiabá            | Vice-campeão do Estadual 2013      | Dutrinha           | 3 500      |
| Mato Grosso do Sul | CENE                   | Campo Grande      | Campeão do Estadual 2013           | Morenão            | 45 000     |
| Pará               | Paysandu               | Belém             | Campeão do Estadual 2013           | Curuzu             | 16 200     |
| Pará               | Paragominas            | Paragominas       | Vice-campeão do Estadual 2013      | Arena Verde        | 12 000     |
| Pará               | Remo                   | Belém             | 3º colocado do Estadual 2013       | Mangueirão         | 45 007     |
| Rondônia           | Vilhena                | Vilhena           | Campeão do Estadual 2013           | Portal da Amazônia | 5 000      |
| Roraima            | Náutico-RR             | Caracaraí         | Campeão do Estadual 2013           | Ribeirão           | 3 000      |
| Tocantins          | Interporto             | Porto Nacional    | Campeão do Estadual 2013           | General Sampaio    | 2 000      |

## Estádios
| | CENE | Desportiva Ferroviária | Paragominas | Interporto |                    |
| --- | --- | --- | --- | --- | ------------------ |
| Morenão | Engenheiro Araripe | Arena Verde | General Sampaio | |                    |
| Capacidade: 44 200 | Capacidade: 7 500 | Capacidade: 12 000 | Capacidade: 2 000 | |                    |
| | | | | |                    |
| Brasília | \| Náutico Nacional Brasiliense Mixto Cuiabá Paragominas Santos Princesa do Solimões Brasília Desportiva Ferroviária CENE Paysandu Remo Plácido de Castro Vilhena InterportoLocalização dos times por Estado. \| | \| Náutico Nacional Brasiliense Mixto Cuiabá Paragominas Santos Princesa do Solimões Brasília Desportiva Ferroviária CENE Paysandu Remo Plácido de Castro Vilhena InterportoLocalização dos times por Estado. \| | \| Náutico Nacional Brasiliense Mixto Cuiabá Paragominas Santos Princesa do Solimões Brasília Desportiva Ferroviária CENE Paysandu Remo Plácido de Castro Vilhena InterportoLocalização dos times por Estado. \| | \| Náutico Nacional Brasiliense Mixto Cuiabá Paragominas Santos Princesa do Solimões Brasília Desportiva Ferroviária CENE Paysandu Remo Plácido de Castro Vilhena InterportoLocalização dos times por Estado. \| | Cuiabá             |
| Mané Garrincha | \| Náutico Nacional Brasiliense Mixto Cuiabá Paragominas Santos Princesa do Solimões Brasília Desportiva Ferroviária CENE Paysandu Remo Plácido de Castro Vilhena InterportoLocalização dos times por Estado. \| | \| Náutico Nacional Brasiliense Mixto Cuiabá Paragominas Santos Princesa do Solimões Brasília Desportiva Ferroviária CENE Paysandu Remo Plácido de Castro Vilhena InterportoLocalização dos times por Estado. \| | \| Náutico Nacional Brasiliense Mixto Cuiabá Paragominas Santos Princesa do Solimões Brasília Desportiva Ferroviária CENE Paysandu Remo Plácido de Castro Vilhena InterportoLocalização dos times por Estado. \| | \| Náutico Nacional Brasiliense Mixto Cuiabá Paragominas Santos Princesa do Solimões Brasília Desportiva Ferroviária CENE Paysandu Remo Plácido de Castro Vilhena InterportoLocalização dos times por Estado. \| | Arena Pantanal     |
| Capacidade: 72 788 | \| Náutico Nacional Brasiliense Mixto Cuiabá Paragominas Santos Princesa do Solimões Brasília Desportiva Ferroviária CENE Paysandu Remo Plácido de Castro Vilhena InterportoLocalização dos times por Estado. \| | \| Náutico Nacional Brasiliense Mixto Cuiabá Paragominas Santos Princesa do Solimões Brasília Desportiva Ferroviária CENE Paysandu Remo Plácido de Castro Vilhena InterportoLocalização dos times por Estado. \| | \| Náutico Nacional Brasiliense Mixto Cuiabá Paragominas Santos Princesa do Solimões Brasília Desportiva Ferroviária CENE Paysandu Remo Plácido de Castro Vilhena InterportoLocalização dos times por Estado. \| | \| Náutico Nacional Brasiliense Mixto Cuiabá Paragominas Santos Princesa do Solimões Brasília Desportiva Ferroviária CENE Paysandu Remo Plácido de Castro Vilhena InterportoLocalização dos times por Estado. \| | Capacidade: 42 496 |
| | \| Náutico Nacional Brasiliense Mixto Cuiabá Paragominas Santos Princesa do Solimões Brasília Desportiva Ferroviária CENE Paysandu Remo Plácido de Castro Vilhena InterportoLocalização dos times por Estado. \| | \| Náutico Nacional Brasiliense Mixto Cuiabá Paragominas Santos Princesa do Solimões Brasília Desportiva Ferroviária CENE Paysandu Remo Plácido de Castro Vilhena InterportoLocalização dos times por Estado. \| | \| Náutico Nacional Brasiliense Mixto Cuiabá Paragominas Santos Princesa do Solimões Brasília Desportiva Ferroviária CENE Paysandu Remo Plácido de Castro Vilhena InterportoLocalização dos times por Estado. \| | \| Náutico Nacional Brasiliense Mixto Cuiabá Paragominas Santos Princesa do Solimões Brasília Desportiva Ferroviária CENE Paysandu Remo Plácido de Castro Vilhena InterportoLocalização dos times por Estado. \| |                    |
| Nacional-AM | \| Náutico Nacional Brasiliense Mixto Cuiabá Paragominas Santos Princesa do Solimões Brasília Desportiva Ferroviária CENE Paysandu Remo Plácido de Castro Vilhena InterportoLocalização dos times por Estado. \| | \| Náutico Nacional Brasiliense Mixto Cuiabá Paragominas Santos Princesa do Solimões Brasília Desportiva Ferroviária CENE Paysandu Remo Plácido de Castro Vilhena InterportoLocalização dos times por Estado. \| | \| Náutico Nacional Brasiliense Mixto Cuiabá Paragominas Santos Princesa do Solimões Brasília Desportiva Ferroviária CENE Paysandu Remo Plácido de Castro Vilhena InterportoLocalização dos times por Estado. \| | \| Náutico Nacional Brasiliense Mixto Cuiabá Paragominas Santos Princesa do Solimões Brasília Desportiva Ferroviária CENE Paysandu Remo Plácido de Castro Vilhena InterportoLocalização dos times por Estado. \| | Paysandu           |
| Arena da Amazônia | \| Náutico Nacional Brasiliense Mixto Cuiabá Paragominas Santos Princesa do Solimões Brasília Desportiva Ferroviária CENE Paysandu Remo Plácido de Castro Vilhena InterportoLocalização dos times por Estado. \| | \| Náutico Nacional Brasiliense Mixto Cuiabá Paragominas Santos Princesa do Solimões Brasília Desportiva Ferroviária CENE Paysandu Remo Plácido de Castro Vilhena InterportoLocalização dos times por Estado. \| | \| Náutico Nacional Brasiliense Mixto Cuiabá Paragominas Santos Princesa do Solimões Brasília Desportiva Ferroviária CENE Paysandu Remo Plácido de Castro Vilhena InterportoLocalização dos times por Estado. \| | \| Náutico Nacional Brasiliense Mixto Cuiabá Paragominas Santos Princesa do Solimões Brasília Desportiva Ferroviária CENE Paysandu Remo Plácido de Castro Vilhena InterportoLocalização dos times por Estado. \| | Curuzu             |
| Capacidade: 42 374 | \| Náutico Nacional Brasiliense Mixto Cuiabá Paragominas Santos Princesa do Solimões Brasília Desportiva Ferroviária CENE Paysandu Remo Plácido de Castro Vilhena InterportoLocalização dos times por Estado. \| | \| Náutico Nacional Brasiliense Mixto Cuiabá Paragominas Santos Princesa do Solimões Brasília Desportiva Ferroviária CENE Paysandu Remo Plácido de Castro Vilhena InterportoLocalização dos times por Estado. \| | \| Náutico Nacional Brasiliense Mixto Cuiabá Paragominas Santos Princesa do Solimões Brasília Desportiva Ferroviária CENE Paysandu Remo Plácido de Castro Vilhena InterportoLocalização dos times por Estado. \| | \| Náutico Nacional Brasiliense Mixto Cuiabá Paragominas Santos Princesa do Solimões Brasília Desportiva Ferroviária CENE Paysandu Remo Plácido de Castro Vilhena InterportoLocalização dos times por Estado. \| | Capacidade: 16 000 |
| | \| Náutico Nacional Brasiliense Mixto Cuiabá Paragominas Santos Princesa do Solimões Brasília Desportiva Ferroviária CENE Paysandu Remo Plácido de Castro Vilhena InterportoLocalização dos times por Estado. \| | \| Náutico Nacional Brasiliense Mixto Cuiabá Paragominas Santos Princesa do Solimões Brasília Desportiva Ferroviária CENE Paysandu Remo Plácido de Castro Vilhena InterportoLocalização dos times por Estado. \| | \| Náutico Nacional Brasiliense Mixto Cuiabá Paragominas Santos Princesa do Solimões Brasília Desportiva Ferroviária CENE Paysandu Remo Plácido de Castro Vilhena InterportoLocalização dos times por Estado. \| | \| Náutico Nacional Brasiliense Mixto Cuiabá Paragominas Santos Princesa do Solimões Brasília Desportiva Ferroviária CENE Paysandu Remo Plácido de Castro Vilhena InterportoLocalização dos times por Estado. \| |                    |
| Plácido de Castro | \| Náutico Nacional Brasiliense Mixto Cuiabá Paragominas Santos Princesa do Solimões Brasília Desportiva Ferroviária CENE Paysandu Remo Plácido de Castro Vilhena InterportoLocalização dos times por Estado. \| | \| Náutico Nacional Brasiliense Mixto Cuiabá Paragominas Santos Princesa do Solimões Brasília Desportiva Ferroviária CENE Paysandu Remo Plácido de Castro Vilhena InterportoLocalização dos times por Estado. \| | \| Náutico Nacional Brasiliense Mixto Cuiabá Paragominas Santos Princesa do Solimões Brasília Desportiva Ferroviária CENE Paysandu Remo Plácido de Castro Vilhena InterportoLocalização dos times por Estado. \| | \| Náutico Nacional Brasiliense Mixto Cuiabá Paragominas Santos Princesa do Solimões Brasília Desportiva Ferroviária CENE Paysandu Remo Plácido de Castro Vilhena InterportoLocalização dos times por Estado. \| | Vilhena            |
| Arena da Floresta | \| Náutico Nacional Brasiliense Mixto Cuiabá Paragominas Santos Princesa do Solimões Brasília Desportiva Ferroviária CENE Paysandu Remo Plácido de Castro Vilhena InterportoLocalização dos times por Estado. \| | \| Náutico Nacional Brasiliense Mixto Cuiabá Paragominas Santos Princesa do Solimões Brasília Desportiva Ferroviária CENE Paysandu Remo Plácido de Castro Vilhena InterportoLocalização dos times por Estado. \| | \| Náutico Nacional Brasiliense Mixto Cuiabá Paragominas Santos Princesa do Solimões Brasília Desportiva Ferroviária CENE Paysandu Remo Plácido de Castro Vilhena InterportoLocalização dos times por Estado. \| | \| Náutico Nacional Brasiliense Mixto Cuiabá Paragominas Santos Princesa do Solimões Brasília Desportiva Ferroviária CENE Paysandu Remo Plácido de Castro Vilhena InterportoLocalização dos times por Estado. \| | Portal da Amazônia |
| Capacidade: 19 000 | \| Náutico Nacional Brasiliense Mixto Cuiabá Paragominas Santos Princesa do Solimões Brasília Desportiva Ferroviária CENE Paysandu Remo Plácido de Castro Vilhena InterportoLocalização dos times por Estado. \| | \| Náutico Nacional Brasiliense Mixto Cuiabá Paragominas Santos Princesa do Solimões Brasília Desportiva Ferroviária CENE Paysandu Remo Plácido de Castro Vilhena InterportoLocalização dos times por Estado. \| | \| Náutico Nacional Brasiliense Mixto Cuiabá Paragominas Santos Princesa do Solimões Brasília Desportiva Ferroviária CENE Paysandu Remo Plácido de Castro Vilhena InterportoLocalização dos times por Estado. \| | \| Náutico Nacional Brasiliense Mixto Cuiabá Paragominas Santos Princesa do Solimões Brasília Desportiva Ferroviária CENE Paysandu Remo Plácido de Castro Vilhena InterportoLocalização dos times por Estado. \| | Capacidade: 5 000  |
| | \| Náutico Nacional Brasiliense Mixto Cuiabá Paragominas Santos Princesa do Solimões Brasília Desportiva Ferroviária CENE Paysandu Remo Plácido de Castro Vilhena InterportoLocalização dos times por Estado. \| | \| Náutico Nacional Brasiliense Mixto Cuiabá Paragominas Santos Princesa do Solimões Brasília Desportiva Ferroviária CENE Paysandu Remo Plácido de Castro Vilhena InterportoLocalização dos times por Estado. \| | \| Náutico Nacional Brasiliense Mixto Cuiabá Paragominas Santos Princesa do Solimões Brasília Desportiva Ferroviária CENE Paysandu Remo Plácido de Castro Vilhena InterportoLocalização dos times por Estado. \| | \| Náutico Nacional Brasiliense Mixto Cuiabá Paragominas Santos Princesa do Solimões Brasília Desportiva Ferroviária CENE Paysandu Remo Plácido de Castro Vilhena InterportoLocalização dos times por Estado. \| |                    |
| Mixto | Brasiliense | Princesa do Solimões | Remo | Santos-AP | Náutico-RR         |
| Dutrinha | Boca do Jacaré | Gilbertão | Mangueirão | Zerão | Ribeirão           |
| Capacidade: 3 500 | Capacidade: 27 000 | Capacidade: 5 000 | Capacidade: 45 007 | Capacidade: 10 000 | Capacidade: 3 000  |
| | | | | |                    |
| Náutico Nacional Brasiliense Mixto Cuiabá Paragominas Santos Princesa do Solimões Brasília Desportiva Ferroviária CENE Paysandu Remo Plácido de Castro Vilhena InterportoLocalização dos times por Estado. | | | | |                    |

## Confrontos
|  | Oitavas de final       | Oitavas de final     | Oitavas de final     | Oitavas de final     |       |             | Quartas de final             | Quartas de final             | Quartas de final             | Quartas de final             |  |          | Semifinais       | Semifinais       | Semifinais       | Semifinais       |          |   | Final           | Final           | Final           | Final           |
|  | 11 a 19 de fevereiro   | 11 a 19 de fevereiro | 11 a 19 de fevereiro | 11 a 19 de fevereiro |       |             | 26 de fevereiro a 9 de março | 26 de fevereiro a 9 de março | 26 de fevereiro a 9 de março | 26 de fevereiro a 9 de março |  |          | 16 a 23 de março | 16 a 23 de março | 16 a 23 de março | 16 a 23 de março |          |   | 8 e 21 de abril | 8 e 21 de abril | 8 e 21 de abril | 8 e 21 de abril |
|  |                        |                      |                      |                      |       |             |                              |                              |                              |                              |  |          |                  |                  |                  |                  |          |   |                 |                 |                 |                 |
|  | Náutico-RR             | 2                    | 0                    | 2                    |       |             |                              |                              |                              |                              |  |          |                  |                  |                  |                  |          |   |                 |                 |                 |                 |
|  | Paysandu               | 7                    | 4                    | 11                   |       |             |                              |                              |                              |                              |  |          |                  |                  |                  |                  |          |   |                 |                 |                 |                 |
|  | Paysandu               | 7                    | 4                    | 11                   |       | Paysandu    | 6                            | 2                            | 8                            |                              |  |          |                  |                  |                  |                  |          |   |                 |                 |                 |                 |
|  |                        |                      |                      |                      |       | Paysandu    | 6                            | 2                            | 8                            |                              |  |          |                  |                  |                  |                  |          |   |                 |                 |                 |                 |
|  |                        | Princesa do Solimões | 1                    | 1                    | 2     |             |                              |                              |                              |                              |  |          |                  |                  |                  |                  |          |   |                 |                 |                 |                 |
|  | Princesa do Solimões   | Princesa do Solimões | 1                    | 1                    | 2     | 1           | 2                            | 3                            |                              |                              |  |          |                  |                  |                  |                  |          |   |                 |                 |                 |                 |
|  | Princesa do Solimões   |                      |                      |                      |       | 1           | 2                            | 3                            |                              |                              |  |          |                  |                  |                  |                  |          |   |                 |                 |                 |                 |
|  | Santos-AP              | 0                    | 2                    | 2                    |       |             |                              |                              |                              |                              |  |          |                  |                  |                  |                  |          |   |                 |                 |                 |                 |
|  | Santos-AP              | 0                    | 2                    | 2                    |       |             |                              |                              |                              |                              |  | Paysandu | 1                | 0                | 1                |                  |          |   |                 |                 |                 |                 |
|  |                        |                      |                      |                      |       |             |                              |                              |                              |                              |  | Paysandu | 1                | 0                | 1                |                  |          |   |                 |                 |                 |                 |
|  |                        | Remo                 | 0                    | 0                    | 0     |             |                              |                              |                              |                              |  |          |                  |                  |                  |                  |          |   |                 |                 |                 |                 |
|  | Paragominas            | Remo                 | 0                    | 0                    | 0     | 1           | 2                            | 3                            |                              |                              |  |          |                  |                  |                  |                  |          |   |                 |                 |                 |                 |
|  | Paragominas            |                      |                      |                      |       | 1           | 2                            | 3                            |                              |                              |  |          |                  |                  |                  |                  |          |   |                 |                 |                 |                 |
|  | Remo                   | 2                    | 4                    | 6                    |       |             |                              |                              |                              |                              |  |          |                  |                  |                  |                  |          |   |                 |                 |                 |                 |
|  | Remo                   | 2                    | 4                    | 6                    |       | Remo (gf)   | 1                            | 2                            | 3                            |                              |  |          |                  |                  |                  |                  |          |   |                 |                 |                 |                 |
|  |                        |                      |                      |                      |       | Remo (gf)   | 1                            | 2                            | 3                            |                              |  |          |                  |                  |                  |                  |          |   |                 |                 |                 |                 |
|  |                        | Nacional-AM          | 1                    | 2                    | 3     |             |                              |                              |                              |                              |  |          |                  |                  |                  |                  |          |   |                 |                 |                 |                 |
|  | Plácido de Castro      | Nacional-AM          | 1                    | 2                    | 3     | 0           | 0                            | 0                            |                              |                              |  |          |                  |                  |                  |                  |          |   |                 |                 |                 |                 |
|  | Plácido de Castro      |                      |                      |                      |       | 0           | 0                            | 0                            |                              |                              |  |          |                  |                  |                  |                  |          |   |                 |                 |                 |                 |
|  | Nacional-AM            | 0                    | 1                    | 1                    |       |             |                              |                              |                              |                              |  |          |                  |                  |                  |                  |          |   |                 |                 |                 |                 |
|  | Nacional-AM            | 0                    | 1                    | 1                    |       |             |                              |                              |                              |                              |  |          |                  |                  |                  |                  | Paysandu | 2 | 1               | 3 (6)           |                 |                 |
|  |                        |                      |                      |                      |       |             |                              |                              |                              |                              |  |          |                  |                  |                  |                  |          | 2 | 1               | 3 (6)           |                 |                 |
|  |                        | Brasília (pen)       | 1                    | 2                    | 3 (7) |             |                              |                              |                              |                              |  |          |                  |                  |                  |                  |          |   |                 |                 |                 |                 |
|  | Brasília               | Brasília (pen)       | 1                    | 2                    | 3 (7) | 0           | 2                            | 2                            |                              |                              |  |          |                  |                  |                  |                  |          |   |                 |                 |                 |                 |
|  | Brasília               |                      |                      |                      |       | 0           | 2                            | 2                            |                              |                              |  |          |                  |                  |                  |                  |          |   |                 |                 |                 |                 |
|  | CENE                   | 0                    | 0                    | 0                    |       |             |                              |                              |                              |                              |  |          |                  |                  |                  |                  |          |   |                 |                 |                 |                 |
|  | CENE                   | 0                    | 0                    | 0                    |       | Brasília    | 1                            | 0                            | 1                            |                              |  |          |                  |                  |                  |                  |          |   |                 |                 |                 |                 |
|  |                        |                      |                      |                      |       | Brasília    | 1                            | 0                            | 1                            |                              |  |          |                  |                  |                  |                  |          |   |                 |                 |                 |                 |
|  |                        | Cuiabá               | 0                    | 0                    | 0     |             |                              |                              |                              |                              |  |          |                  |                  |                  |                  |          |   |                 |                 |                 |                 |
|  | Desportiva Ferroviária | Cuiabá               | 0                    | 0                    | 0     | 0           | 1                            | 1                            |                              |                              |  |          |                  |                  |                  |                  |          |   |                 |                 |                 |                 |
|  | Desportiva Ferroviária |                      |                      |                      |       | 0           | 1                            | 1                            |                              |                              |  |          |                  |                  |                  |                  |          |   |                 |                 |                 |                 |
|  | Cuiabá                 | 0                    | 2                    | 2                    |       |             |                              |                              |                              |                              |  |          |                  |                  |                  |                  |          |   |                 |                 |                 |                 |
|  | Cuiabá                 | 0                    | 2                    | 2                    |       |             |                              |                              |                              |                              |  | Brasília | 0                | 3                | 3                |                  |          |   |                 |                 |                 |                 |
|  |                        |                      |                      |                      |       |             |                              |                              |                              |                              |  | Brasília | 0                | 3                | 3                |                  |          |   |                 |                 |                 |                 |
|  |                        | Brasiliense          | 2                    | 0                    | 2     |             |                              |                              |                              |                              |  |          |                  |                  |                  |                  |          |   |                 |                 |                 |                 |
|  | Interporto             | Brasiliense          | 2                    | 0                    | 2     | 0           | 0                            | 0                            |                              |                              |  |          |                  |                  |                  |                  |          |   |                 |                 |                 |                 |
|  | Interporto             |                      |                      |                      |       | 0           | 0                            | 0                            |                              |                              |  |          |                  |                  |                  |                  |          |   |                 |                 |                 |                 |
|  | Brasiliense            | 2                    | 2                    | 4                    |       |             |                              |                              |                              |                              |  |          |                  |                  |                  |                  |          |   |                 |                 |                 |                 |
|  | Brasiliense            | 2                    | 2                    | 4                    |       | Brasiliense | 1                            | 4                            | 5                            |                              |  |          |                  |                  |                  |                  |          |   |                 |                 |                 |                 |
|  |                        |                      |                      |                      |       | Brasiliense | 1                            | 4                            | 5                            |                              |  |          |                  |                  |                  |                  |          |   |                 |                 |                 |                 |
|  |                        | Vilhena              | 0                    | 3                    | 3     |             |                              |                              |                              |                              |  |          |                  |                  |                  |                  |          |   |                 |                 |                 |                 |
|  | Vilhena                | Vilhena              | 0                    | 3                    | 3     | 4           | 1                            | 5                            |                              |                              |  |          |                  |                  |                  |                  |          |   |                 |                 |                 |                 |
|  | Vilhena                |                      |                      |                      |       | 4           | 1                            | 5                            |                              |                              |  |          |                  |                  |                  |                  |          |   |                 |                 |                 |                 |
|  | Mixto                  | 1                    | 2                    | 3                    |       |             |                              |                              |                              |                              |  |          |                  |                  |                  |                  |          |   |                 |                 |                 |                 |

## Premiação
| Copa Verde de Futebol de 2014 |
| Distrito Federal (Brasil)     |
| ----------------------------- |
| Brasília Campeão (1º título)  |

## Classificação geral
| Pos | Times                  | Pts | J | V | E | D | GP | GC | SG  | Classificação ou eliminação     |
| --- | ---------------------- | --- | - | - | - | - | -- | -- | --- | ------------------------------- |
| 1   | Brasília               | 14  | 8 | 4 | 2 | 2 | 9  | 5  | +4  | Finalistas                      |
| 2   | Paysandu               | 19  | 8 | 6 | 1 | 1 | 23 | 7  | +16 | Finalistas                      |
| 3   | Brasiliense            | 15  | 6 | 5 | 0 | 1 | 11 | 6  | 5   | Eliminados nas semifinais       |
| 4   | Remo                   | 9   | 6 | 2 | 3 | 1 | 9  | 7  | 2   | Eliminados nas semifinais       |
| 5   | Nacional-AM            | 6   | 4 | 1 | 3 | 0 | 4  | 3  | 1   | Eliminados nas quartas de final |
| 6   | Cuiabá                 | 5   | 4 | 1 | 2 | 1 | 2  | 2  | 0   | Eliminados nas quartas de final |
| 7   | Princesa do Solimões   | 4   | 4 | 1 | 1 | 2 | 5  | 10 | -5  | Eliminados nas quartas de final |
| 8   | Vilhena                | 3   | 4 | 1 | 0 | 3 | 8  | 8  | 0   | Eliminados nas quartas de final |
| 9   | Mixto                  | 3   | 2 | 1 | 0 | 1 | 3  | 5  | -2  | Eliminados nas oitavas de final |
| 10  | Santos-AP              | 1   | 2 | 0 | 1 | 1 | 2  | 3  | -1  | Eliminados nas oitavas de final |
| 11  | Desportiva Ferroviária | 1   | 2 | 0 | 1 | 1 | 1  | 2  | -1  | Eliminados nas oitavas de final |
| 12  | Plácido de Castro      | 1   | 2 | 0 | 1 | 1 | 0  | 1  | -1  | Eliminados nas oitavas de final |
| 13  | CENE                   | 1   | 2 | 0 | 1 | 1 | 0  | 2  | -2  | Eliminados nas oitavas de final |
| 14  | Paragominas            | 0   | 2 | 0 | 0 | 2 | 3  | 6  | -3  | Eliminados nas oitavas de final |
| 15  | Interporto             | 0   | 2 | 0 | 0 | 2 | 0  | 4  | -4  | Eliminados nas oitavas de final |
| 16  | Náutico-RR             | 0   | 2 | 0 | 0 | 2 | 2  | 11 | -9  | Eliminados nas oitavas de final |

## Maiores públicos
Esses são os dez maiores públicos da Copa Verde de 2014: 
| Nº | Público[i] | Mandante    | Placar | Visitante            | Estádio            | Data            | Rodada    | Ref.        |
| -- | ---------- | ----------- | ------ | -------------------- | ------------------ | --------------- | --------- | ----------- |
| 1  | 51 701     | Brasília    | 2–1    | Paysandu             | Mané Garrincha     | 21 de abril     | Final     | [ 5 ] [ 6 ] |
| 2  | 26 582     | Remo        | 0–0    | Paysandu             | Mangueirão         | 23 de março     | Semifinal | [ 7 ]       |
| 3  | 19 897     | Paysandu    | 1–0    | Remo                 | Mangueirão         | 16 de março     | Semifinal | [ 8 ]       |
| 4  | 18 256     | Paysandu    | 2–1    | Brasília             | Mangueirão         | 8 de abril      | Final     | [ 9 ]       |
| 5  | 10 904     | Remo        | 4–2    | Paragominas          | Mangueirão         | 20 de fevereiro | Oitavas   | [ 10 ]      |
| 6  | 9 875      | Nacional-AM | 2–2    | Remo                 | Arena da Amazônia  | 9 de março      | Quartas   | [ 11 ]      |
| 7  | 8 329      | Remo        | 1–1    | Nacional-AM          | Mangueirão         | 27 de fevereiro | Quartas   | [ 12 ]      |
| 8  | 1 779      | Paragominas | 1–2    | Remo                 | Arena Verde        | 13 de fevereiro | Oitavas   | [ 13 ]      |
| 9  | 1 558      | Vilhena     | 3–4    | Brasiliense          | Portal da Amazônia | 9 de março      | Quartas   | [ 14 ]      |
| 10 | 1 509      | Santos-AP   | 2–2    | Princesa do Solimões | Zerão              | 19 de fevereiro | Oitavas   | [ 15 ]      |

- i. ^ Considera-se apenas o público pagante

## Artilharia
| Gols | Jogador     | Time        |
| ---- | ----------- | ----------- |
| 7    | Lima        | Paysandu    |
| 3    | Dennis      | Paysandu    |
| 3    | Gilmar      | Brasília    |
| 3    | Heliton     | Paysandu    |
| 3    | Luiz Carlos | Brasiliense |
| 3    | Max         | Remo        |